# 立川北站
立川北站（日语：／ Tachikawa-kita eki */?）是一個位於東京都立川市曙町二丁目，屬於多摩都市單軌電車線的鐵路車站。車站編號是TT12。位於JR東日本立川站的北側。與立川南站在車費計算上視為同一站。但是，如果只乘搭此站－立川南站間，會徵收首次乘搭車費100日圓。

## 歷史
- 1999年（平成10年）11月27日 - 開業。
- 2000年（平成12年）1月10日 - 多摩都市單軌立川北－多摩中心間開業。

## 車站構造
側式月台2面2線的高架車站。

### 月台配置
| 月台 | 路線               | 目的地                 |
| ---- | ------------------ | ---------------------- |
| 1    | 多摩都市單軌電車線 | 玉川上水、上北台方向   |
| 2    | 多摩都市單軌電車線 | 高幡不動、多摩中心方向 |

## 使用情況
2017年度1日平均上車人次為21,912人，多摩都市單軌電車車站當中第1位。
開業以來的1日平均上車人次推移如下表。
| 年度   | 多摩都市 單軌電車 | 來源  |
| ------ | ----------------- | ----- |
| 1998年 | 8,496             | [ 3 ] |
| 1999年 | 10,110            | [ 3 ] |
| 2000年 | 14,031            | [ 3 ] |
| 2001年 | 16,799            | [ 3 ] |
| 2002年 | 17,252            | [ 3 ] |
| 2003年 | 17,992            | [ 3 ] |
| 2004年 | 17,924            | [ 3 ] |
| 2005年 | 17,232            | [ 3 ] |
| 2006年 | 18,035            | [ 3 ] |
| 2007年 | 17,996            | [ 3 ] |
| 2008年 | 18,316            | [ 3 ] |
| 2009年 | 18,395            | [ 3 ] |
| 2010年 | 18,744            | [ 3 ] |
| 2011年 | 18,406            | [ 3 ] |
| 2012年 | 18,745            | [ 3 ] |
| 2013年 | 19,006            | [ 3 ] |
| 2014年 | 18,990            | [ 3 ] |
| 2015年 | 20,456            | [ 3 ] |
| 2016年 | 21,258            | [ 3 ] |
| 2017年 | 21,912            | [ 4 ] |

## 可供轉乘巴士路線

### 立川站北口
- 1番乘降場
  - 立10-2系統：瑞穂營業所行
  - 立11-1系統：三藤住宅行
  - 立11-2系統：武蔵村山市民會館行
  - 立12-1系統：箱根崎站行
  - 立90系統：柏町四丁目經由玉川上水站南口行
  - 立93系統：懸鈴木循環
- 2番乘降場
  - 立17系統：東中神站北行
  - 立17-3系統：大山團地折返所行
  - 立18系統：柏町、青柳循環
  - 立18-1系統：玉川上水站南口行
- 3番乘降場
  - 立14系統：松中團地操車場行
  - 立15系統：拜島站北入口行
- 4番乘降場
  - 立22系統：村山團地行
  - 立20-1系統：砂川七番經由玉川上水站南口行
  - 立27、立27-1系統：立飛企業行
  - 立93系統：懸鈴大循環
  - 立28系統：柏町、青柳循環
  - 立21系統：熊野神社前經由玉川上水站南口行
- 5番乘降場
  - 立31系統：若葉町三丁目經由若葉町團地行
  - 立31-2系統：若葉町交差點經由若葉町團地行
- 6番乘降場
  - 立39系統：南街行
  - 立39-2系統：村山團地行
  - 立45系統：芝中團地行
  - 深夜巴士：東大和市站行
  - 小平營業所行
- 7番乘降場
  - 立34系統：久米川站行
- 8番乘降場
  - 立35系統：東村山站西口行
  - 立37系統：金刚石街行
  - 立川營業所行
- 9番乘降場
  - 立40系統：幸町團地行
- 10番乘降場
  - 立80系統：拜島營業所行
  - 立82系統：拜島站行
  - 立81系統：昭島站南口行
  - 立85系統：東中神站行
- 11番乘降場
  - 立72系統：立川站南口行
- 12番乘降場
  - 立53系統：北町行
  - 高速夜行：JR堺市站行
  - 高速夜行：、
- 13番乘降場
  - 立32系統：第八小學校行
- 14番乘降場
  - 立73系統：日野站行
  - 立64系統：高幡不動站行
- 15番乘降場
  - 立51系統：榉台團地行
- 16番乘降場
  - 國15系統：國立站南口行
  - 羽田空港行
- 27番乘降場（饭店前）
  - 成田空港行

## 相鄰車站
多摩都市單軌電車
 多摩都市單軌電車線
高松（TT13）－立川北（TT12）－立川南（TT11）

## 外部連結
- 立川北站 （页面存档备份，存于） - 多摩都市單軌電車